# Sympetrum dilatatum
Sympetrum dilatatum – gatunek ważki z rodziny ważkowatych (Libellulidae).